# Heiltz-l'Évêque
Heiltz-l'Évêque  là một xã thuộc tỉnh Marne trong vùng Grand Est đông nam nước Pháp. Xã này nằm ở khu vực có độ cao trung bình 110 mét trên mực nước biển.
Sông Chée chảy theo hướng tây-tây nam qua giữa xã và tạo thành phần lớn ranh giới tây nam thị trấn.